# Brama Dolna na Wawelu

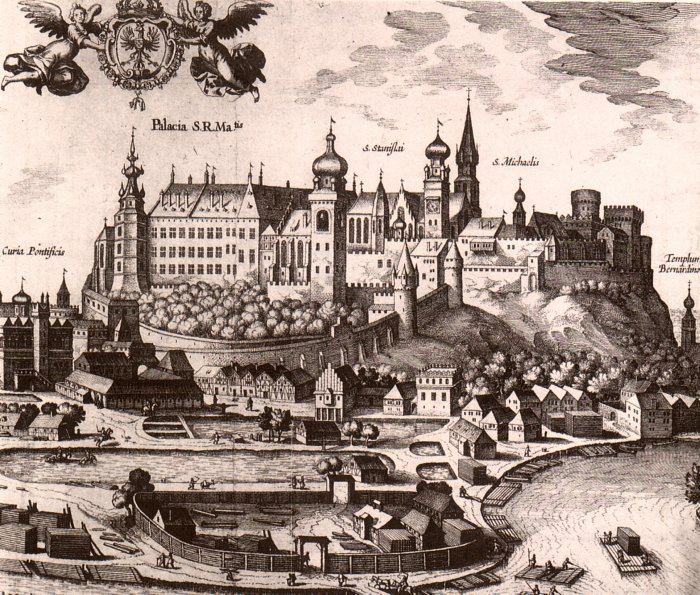
Brama Dolna na widoku z pocz. XVII wieku

Brama Dolna – gotycka brama znajdująca się przed Bramą Wazów, przez którą do XIX wieku prowadził jedyny wjazd na Wawel.
Bramę zbudowano w czasach panowania Władysława Jagiełły i w 1441 roku określono ją jako „prior porta”, w 1461 jako „porta castri prima”, a w roku 1564 „brona zamkowa dolna”.

Zespół bramny składał się z:
- wieży „wielkiej”, którą po rozebraniu górnej kondygnacji przebudowano w 1584 roku na basteję artyleryjską i następnie, w czasach panowania Augusta III Sasa gruntownie przemurowano w latach 1739–1740 (obecnie częściowo zachowana z pomnikiem Kościuszki jako Bastion Władysława IV).
- wieży „średniej” zwanej też „turris minor”, która pierwotnie była zwieńczona wysokim hełmem z otaczającymi go wieżyczkami
- znajdującej się pomiędzy nimi bramy z gankiem od wewnątrz
- wieży górnej przylegającej do kamienicy „sepnej”, czyli domu Rorantystów (obecnie domu Katedralnego)
- muru z krenelażem łączącego wieżę średnią i górną

Zespół bramny zburzył w grudniu 1824 roku Urząd Budowlany na wniosek krakowskich senatorów Wolnego Miasta Krakowa.
W 1921 roku, po wyburzeniu austriackiej bramy fortecznej, kilkanaście metrów poniżej zespołu średniowiecznego zbudowano istniejącą obecnie Bramę Herbową.